# マゴメド・オズドエフ
マゴメード・ムスタファーエヴィチ・オズドーエフ（ロシア語: Magomed Mustafaevich Ozdoyev、1992年11月5日 - ）は、ロシア・オルジョニキゼフスカヤ出身のサッカー選手。同国代表。ギリシャ・スーパーリーグ・PAOKテッサロニキ所属。ポジションはMF。イングーシ人である。

## 経歴

### クラブ
1992年、現ロシア・イングーシ共和国の小さな村オルジョニキゼフスカヤで生まれた。FCテレク・グロズヌイやFCディナモ・キーウのリザーブチームを経て、2010年にFCロコモティフ・モスクワへ移籍。同年7月10日、ロシア・プレミアリーグ第12節のFCアンジ・マハチカラ戦 (2-1)の88分にドミートリー・トルビンスキーとの交代でピッチに立ち、ロシア・プレミアリーグデビューを飾った。2011年11月29日、今シーズンの若手最優秀選手を決める投票で、1位のアレクサンドル・ココリン（276ポイント）に次ぐ141ポイントを獲得し、2位となり、惜しくも2011年度のロシア年間最優秀若手選手賞を逃している。2014年7月14日、FCルビン・カザンに買い取りオプション付きで期限付き移籍することが決まった。2015年に完全移籍となった。2018年2月15日、FCゼニト・サンクトペテルブルクに移籍した。2022年7月28日、ファティ・カラギュムリュクSKに移籍した。

### 代表
ロシア代表としてはU-21代表として1試合に出場したのみだったが、2012年5月11日、EURO 2012に向けた代表候補の26人にサプライズ選出された。しかしエントリーメンバー23人からは落選し、A代表デビューはお預けとなった。2014年9月3日のアゼルバイジャンとの親善試合でA代表デビュー。2016年11月15日のルーマニアとの親善試合で代表初得点を挙げた。

## 個人成績
| クラブ                 | ディヴィジョン | シーズン | リーグ | リーグ | カップ | カップ | 欧州カップ戦 | 欧州カップ戦 | Total | Total |
| クラブ                 | ディヴィジョン | シーズン | 試合   | 得点   | 試合   | 得点   | 試合         | 得点         | 試合  | 得点  |
| ---------------------- | -------------- | -------- | ------ | ------ | ------ | ------ | ------------ | ------------ | ----- | ----- |
| ロコモティフ・モスクワ | プレミア       | 2010     | 3      | 0      | —      | —      | —            | —            | 3     | 0     |
| ロコモティフ・モスクワ | プレミア       | 2011-12  | 30     | 1      | 2      | 0      | 7            | 0            | 39    | 1     |
| ロコモティフ・モスクワ | Total          | Total    | 33     | 1      | 2      | 0      | 7            | 0            | 42    | 1     |
| 通算                   | 通算           | 通算     | 33     | 1      | 2      | 0      | 7            | 0            | 42    | 1     |

## タイトル
ゼニト
- プレミアリーガ : 2018-19, 2019-20, 2020-21, 2021-22
- ロシア・カップ : 2019-20
- ロシア・スーパーカップ : 2020, 2021